# Achalcerinys niveipes
Achalcerinys niveipes är en stekelart som först beskrevs av Girault 1920.  Achalcerinys niveipes ingår i släktet Achalcerinys och familjen sköldlussteklar. Inga underarter finns listade i Catalogue of Life.